# Ган-рю
Ган-рю (яп. 巌流, «стиль огромной скалы») — древняя школа кэндзюцу, классическое боевое искусство Японии, основанное приблизительно в 1600-х годах мастером Сасаки Кодзиро.

## История
Школа Ган-рю была основана в 1600-х годах самураем Сасаки Кодзиро. По некоторым утверждениям, основатель стиля обучался либо у Тоды Сэйгэна (Тода-рю / Тюдзо-рю), либо у его ученика — Канэмаки Дзисая (Канэмаки-рю).
Изначально Кодзиро служил клану Мори из провинции Аки. Позже он отправился в путешествие по Японии и основал собственную школу фехтования.
Кодзиро увлекался фехтованием при помощи меча нодати (на нём и специализировалась его школа), для которого он разработал технику, находясь в районе водопада Итидзё (яп. 一乗滝), названную по знаменитой контратаке по подбивающей руке Цубамэ гаэси (варианты переводов: «ласточкин хвост», «пируэт ласточки», «полёт ласточки», «защита ласточки»).
В 1612 году состоялся поединок между Миямото Мусаси и Сасаки Кодзиро, в котором последний был убит. На этом история школы Ган-рю закончилась.